# 攝·太帥
《攝·太帥》（英語：I Am A Photographer）是香港電視娛樂製作的真人騷節目，2017年7月10日至7月28日逢星期一至五22:00－22:30在ViuTV播出，主持是劉翁、黃美棋。節目找了10位不同背景的人用淘汰形式玩攝影比賽。節目名稱是來自華人傳統習俗攝太歲。
參賽者包括蘇倩婷（Sosoo）、徐文華（Hill）、郭穎橋、冼錦豪（Jeffrey）、鄭慧森（Iris）、余紹瑋、曾若華（Jude）、陳思宇（Paul）、陳潔瑩（Shirley）、伍桂霆（Teddy）；評審團包括兩位主持和三位專業攝影師徐遠亮、游鎧列、王得力；演出廣告模特兒有Moox、Suzuki、劉泉、湯沛宜。

## 每集一覽
| 集數 | 播映日期 | 每集主題                          | 攝影題目               | 被淘汰                     | 勝出者                                    |
| 1    | 7月10日  | 首場比賽開始                      | 空想發明               | /                          | /                                         |
| 2    | 7月11日  | 空想發明                          | 空想發明               | /                          | /                                         |
| 3    | 7月12日  | 第一輪比賽結果                    | 空想發明               | 空想發明：曾若華           | 空想發明：陳潔瑩                          |
| 4    | 7月13日  | 「新穎包裝傳統」                  | 以創新手法包裝傳統工藝 | /                          | /                                         |
| 5    | 7月14日  | 第二輪比賽結果                    | 以創新手法包裝傳統工藝 | 紙紮組：陳思宇             | 木工組：伍桂霆                            |
| 6    | 7月17日  | 跑車飄移                          | 飄移                   | /                          | /                                         |
| 7    | 7月18日  | 素人模特兒 (I)                    | 飄移；突圍而出的寫真   | 跑車飄移：沒有參賽者被淘汰 | 跑車飄移：伍桂霆                          |
| 8    | 7月19日  | 素人模特兒 (II)                   | 突圍而出的寫真         | /                          | /                                         |
| 9    | 7月20日  | 寫真                              | 突圍而出的寫真         | 素人模特兒：蘇倩婷、冼錦豪 | 素人模特兒：鄭慧森                        |
| 10   | 7月21日  | 捕捉拳賽畫面                      | 力的表現               | /                          | /                                         |
| 11   | 7月24日  | 最有力的瞬間                      | 力的表現               | 捕捉拳賽畫面：余紹瑋       | 捕捉拳賽畫面：郭穎橋                      |
| 12   | 7月25日  | 寵物和小朋友                      | 寵物與小孩             | /                          | /                                         |
| 13   | 7月26日  | 歌詞形象化                        | 寵物與小孩；歌詞形象化 | 寵物和小朋友：徐文華       | 寵物和小朋友：鄭慧森 歌詞形象化: 陳潔瑩   |
| 14   | 7月27日  | 唱片封面照（嘉賓：JW、陳詠謙）    | 唱片封面照             | /                          | /                                         |
| 15   | 7月28日  | 終極任務（嘉賓：衛詩、Dear Jane） | 唱片封面照             | /                          | 冠軍：郭穎橋 （參賽作品：《刺青》－衛詩） |

## 外部連結
- ViuTV：攝·太帥 （页面存档备份，存于）
- 攝·太帥[]